# James Dru Joyce
James Dru Joyce III (ur. 29 stycznia 1985) – amerykański koszykarz, występujący na pozycji rozgrywającego, obecnie trener drużyny akademickiej Duquesne Dukes.
W sezonie 2009/2010 grał w PLK w zespołach Czarnych Słupsk oraz Anwilu Włocławek.

## Życiorys
James Dru Joyce koszykarską karierę rozpoczynał w St. Vincent - St. Mary High School. Trenerem w tamtym zespole był jego ojciec Dru Joyce II, a jednym z zawodników słynny LeBron James, z którym Joyce przyjaźni się do dzisiaj. W latach 2003–2007 Amerykanin grał w college'u Akron, gdzie został liderem wszech czasów klubu Zips w liczbie asyst (503). Przez następne 2 sezony bronił barw niemieckiego zespołu Ratiopharm Ulm. W 2009 podpisał kontrakt z Czarnymi Słupsk. W listopadzie tego samego roku zwolniony, przeszedł do Anwilu Włocławek. W sezonie 2009/2010 wywalczył z klubem wicemistrzostwo Polski, będąc zmiennikiem Krzysztofa Szubargi.
W 2009 wystąpił w dokumencie o LeBronie Jamesie - More Than A Game.
30 października 2017 został zawodnikiem francuskiego CSP Limoges.
W 2019 r. zakończył karierę zawodniczą, rozpoczynając karierę trenerską drużyn ligi NCAA.

## Osiągnięcia
Na podstawie, o ile nie zaznaczono inaczej.
NCAA
- Mistrz sezonu regularnego dywizji konferencji Mid-American (MAC – 2007)
- Zaliczony do:
  - II składu MAC (2007)
  - składu All-MAC Honorable Mention (2006)
- Lider konferencji MAC w liczbie asyst (2006, 2007)[7]

Drużynowe
- Mistrz Niemiec (2017)
- Wicemistrz:
  - Polski (2010)
  - Niemiec (2013)
- Brąz:
  - EuroChallenge (2013)
  - mistrzostw Niemiec (2014)

Indywidualne
- Uczestnik meczu gwiazd niemieckiej ligi Beko BBL (2016)
- Lider wszech czasów niemieckiej Bundesligi w asystach

## Statystyki podczas występów w PLK
| Sezon     | Drużyna         | M  | S5 | MPG  | FG% | 3P% | FT% | RPG | APG | SPG | BPG | PPG |
| --------- | --------------- | -- | -- | ---- | --- | --- | --- | --- | --- | --- | --- | --- |
| 2009/2010 | Czarni Słupsk   | 6  | 2  | 15,5 | 27% | 25% | 55% | 1,5 | 3,0 | 0,8 | 0,0 | 4,5 |
| 2009/2010 | Anwil Włocławek | 27 | 4  | 18,1 | 42% | 43% | 76% | 1,6 | 3,4 | 0,7 | 0,1 | 7,5 |